# Eugenia Maleșevschi

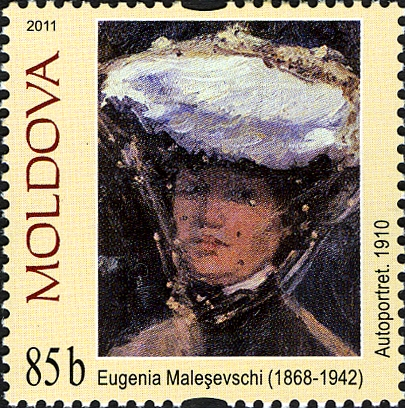
Autoportret artystki na znaczku wydanym w 2011 r. w Mołdawii

Eugenia Maleșevschi (ros. Евгения Марцелиновна Малешевская – Jewgienija Marcelinowna Maleszewska, pol. Eugenia Maleszewska; ur. 10 grudnia 1868 r. w Harbuțcani, dziś część miejscowości Pohoarna, zm. 26 października 1942 r. w Kiszyniowie) – rosyjska i mołdawska malarka. 

## Życiorys
Była córką oficera armii rosyjskiej, kapitana rezerwy Marcelina Maleszewskiego, Polaka z pochodzenia, który na początku XX w. pełnił obowiązki sędziego pokoju w ujeździe sorockim, zaś w 1903 r. został przyjęty w poczet szlachty guberni besarabskiej. Matka, Anastasia Apostolopolo, pochodziła z Besarabii. Eugenia miała starszych braci Wiktora i Siergieja oraz starsze siostry Jelenę i Jekatierinę, pianistkę.
Ukończyła gimnazjum w Kijowie. W latach 1892–1896 uczyła się rysunku w szkole prowadzonej przez Towarzystwo Sztuk Pięknych w Odessie, uzyskując w 1894 r. brązowy medal za rysunek. W latach 1896–1903 r. kształciła się na Cesarskiej Akademii Sztuk Pięknych w klasie Ilji Riepina. Uzyskała dyplom końcowy na podstawie obrazu pt. Słuchają, na którym przedstawiła scenę tajnego zebrania organizacji rewolucyjnej, zakonspirowanego jako wieczorek muzyczny. Jako jedna z wyróżniających się uczennic w 1903 r. została zaangażowana przez Riepina do tworzenia, wspólnie z Jeleną Kisielewą, dioramy przedstawiającej assambleję – spotkanie Piotra I z przyjaciółmi i współpracownikami. Dzieło to powstawało z okazji 200-lecia powstania Petersburga. Pod wpływem Ilji Riepina tworzyła w stylu realistycznym i przystąpiła do ruchu pieriedwiżników. Była autorką obrazów o tematyce historycznej i rodzajowej, jak również pejzaży, w tym widoków Petersburga oraz jej rodzinnej Besarabii.
W latach 1903–1906 podróżowała do Monachium, Paryża i Rzymu w celu dalszego rozwoju artystycznego. 
W 1906 r. osiadła w Kiszyniowie. Nigdy nie wyszła za mąż. Pracowała jako prywatna nauczycielka rysunku, tworzyła dekoracje teatralne, ilustracje książkowe i grafiki. W latach 1910–1917 r. wystawiała swoje obrazy na Wystawie Niezależnych w Petersburgu. W tych też latach odwiedziła Grecję, Turcję, Syrię i ponownie Włochy. Podczas podróży powstały cykle pejzaży Konstantynopola i Damaszku. Pod wpływem podróży, zafascynowana sztuką europejską, odeszła od malarstwa realistycznego i zaczęła tworzyć w duchu symbolizmu i secesji. Była utalentowaną portrecistką. 
Obok Alexandru Plămădeali, Auguste'a Baillayre'a, Pawła Szylingowskiego, M. Cogana była jedną z najważniejszych postaci życia artystycznego w Besarabii. Ten krąg twórców związanych z Kiszyniowem starał się zaszczepiać na besarabskim (mołdawskim) gruncie najnowsze europejskie trendy w sztuce. 
W okresie międzywojennym, gdy Kiszyniów wraz z całym regionem stał się częścią państwa rumuńskiego, pozostała w mieście i kontynuowała działalność artystyczną, chociaż wystawiała znacznie mniej swoich prac. Jej obrazy były eksponowane na wystawach Towarzystwa Miłośników Sztuk Pięknych oraz Towarzystwa Sztuk Pięknych Besarabii, po raz ostatni w 1939 r. W tym też roku przekazała część swoich dzieł galerii w Kiszyniowie. 
W ostatnich latach życia ciężko chorowała, uległa paraliżowi. Zmarła w 1942 r. w Kiszyniowie. Jej dom i pracownia przy dzisiejszej ul. Vasile Alescandri 75 przez dwa kolejne lata pozostawały porzucone, przez co najcenniejsze dzieła artystki najpewniej zaginęły. Pozostałymi obrazami zaopiekował się dopiero po wojnie Aleksiej Wasiljew, nowy przewodniczący Związku Malarzy Mołdawskiej SRR, który w 1941 r. zdążył osobiście poznać malarkę On też przekazał ocalałe prace do Muzeum Sztuk Pięknych w Kiszyniowie (obecnie Narodowe Muzeum Sztuki Mołdawii). Jej dzieła znajdują się również w zbiorach Narodowego Muzeum Sztuki Rumunii oraz Galerii Trietiakowskiej. Ze 107 zachowanych obrazów artystki tylko kilka zostało przez nią definitywnie skończonych. Została pochowana obok matki, w pobliżu cerkwi Wszystkich Świętych na Cmentarzu Centralnym w Kiszyniowie. Informacje, jakoby Eugenia Maleșevschi wyjechała z Kiszyniowa, uciekając przed wojną i zmarła na emigracji w Grecji nie są zgodne z prawdą, dotyczą w rzeczywistości jej siostry Jeleny. 
W 2011 r. postać malarki została upamiętniona na znaczku wydanym w Mołdawii.